# Tesoro di Sandur
Il tesoro di Sandur delle isole Fær Øer fu rinvenuto a Sandur nel 1863, e consiste di 98 monete in argento, sepolte probabilmente tra il 1070 ed il 1080. Questo tesoro contiene le monete più antiche mai rinvenute sull'arcipelago.
Il tesoro di monete di Sandur è interessante non solo per l'età delle monete stesse, ma anche per la loro origine, dato che spiega con quali nazioni i faroesi commerciavano nell'XI secolo. È stato generalmente supposto che il periodo vichingo sia giunto sulle Far Oer nel 1035. Subito dopo le Far Oer si svilupparono sotto l'influenza della Norvegia, che alla fine portò a al sistema monetario delle isole Far Oer.
Le monete sono esposte presso il Museo nazionale faroese (Føroya Fornminnissavn) di Tórshavn, e rappresentano una delle principali attrazioni.

## Luogo della scoperta e proprietario
Le monete furono rinvenute nel 1863 per puro caso. I becchini stavano scavando una tomba nel cimitero di Sandur, che avrebbe dovuto essere particolarmente profonda per poter seppellire i corpi di due vittime della peste.
Il luogo di ritrovamento era sul punto in cui si trovava l'altare della prima chiesa di Sandur (la seconda chiesa mai costruita sulle isole Far Oer). L'ipotesi attuale degli studiosi è che la chiesa fosse privata, di proprietà di un ricco proprietario terriero, dato che nelle immediate vicinanze è stato scavato un cimitero vichingo. Può darsi che il tesoro fosse appartenuto all'agricoltore, e non alla chiesa.
Se le monete fossero di un ricco agricoltore, il gran numero di monete tedesche sottolinerebbe l'esportazione di lana dalle Far Oer in Germania direttamente o tramite mediatori.

## Elenco delle monete
- Le seguenti monete provengono dall'Inghilterra :
  - 3 di Etelredo II (978 - 1013 e 1014–1016)
  - 9 di Canuto il Grande (1016–1035), una delle quali contraffatta
  - 3 di Aroldo I (1035–1040)
  - 8 di Edoardo il Confessore (1042–1066)
  - 1 non identificabile contraffatta
- Una moneta dall'Irlanda non databile con precisione, ma probabilmente risalente al 1050 circa
- Dalla Danimarca:
  - 2 di Canuto III (1035–1042)
  - 1 del periodo tra il 1050 e il 1095
  - 2 contraffatte
- 17 monete erano di origine norvegese:
  - 1 del regno di Magnus I e Harald III (1046–1047)
  - 2 del tempo di Harald III (1047–1066)
  - 4 del regno di Magnus II e Olaf III (1066–1069)
  - 10 non databili, del regno di Magnus II e Olaf III, o del tempo di Olaf III (1069–1093)
- 50 monete originarie della Germania:
  - 1 di Corrado II (1024–1039)
  - 2 di Bruno III di Brunswick (1038–1057)
  - 1 di Teoderico di Lotaringia (959 - 1032)
  - 1 del vescovo Eberardo I d'Asburgo (1029–1047)
  - 1 del vescovo Bernold von Utrecht (1027–1054)
  - 1 moneta di origine incerta dello stesso tipo, chiamata moneta di Utrecht (oggi nei Paesi Bassi)
  - 1 di Breisach
  - 1 di Celle
  - 1 di Deventer (oggi nei Paesi Bassi)
  - 1 di Duisburg
  - 1 di Goslar
  - 1 di Hoya
  - 1 di Magdeburgo
  - 1 di Remagen
  - 1 di Spira
  - 1 di Tiel (oggi nei Paesi Bassi)
  - 1 di Würzburg
  - 29 altre, non classificate (classificazione del 1979)
- Come una moneta ungherese del tempo di Stefano I (997 - 1038)